# Uncinia araucana
Uncinia araucana là loài thực vật có hoa trong họ Cói. Loài này được G.A.Wheeler miêu tả khoa học đầu tiên năm 1996 publ. 1997.